# Jutta Kleinschmidt

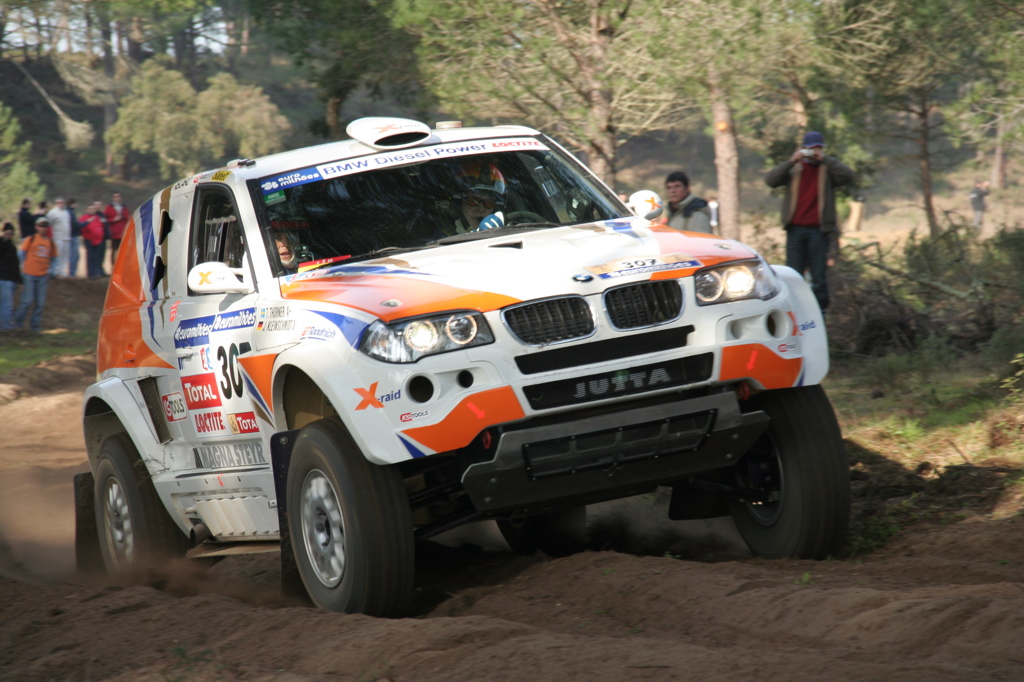
Jutta Kleinschmidt från Dakarrallyt 2007

Jutta Kleinschmidt, född 29 augusti 1962 i Köln, är en tysk rallyförare. Kleinschmidt vann bilklassen i Dakarrallyt år 2001 och blev då rallyts första kvinnliga vinnare.
Hiroshi Masuoka som 2001 ledde tävlingen före sista etappen fick en hjulskada på bilen och Jean-Louis Schlesser som likaså var före Kleinschmidt efter näst sista etappen fick ett tidsstraff.
Kleinschmidt blev ingenjör hos BMW och hon avslutade denna karriär för att delta i motorsporttävlingar. I början tävlade hon på motorcykel och 1995 bytte hon till bilklassen. Kleinschmidt körde under de första åren en Mitsubishi Pajero. Kleinschmidt var delaktig i utvecklingen av Volkswagens rallybil som är en variant av Volkswagen Touareg.